# 공동 강화
공동 강화는 그것을 뒷받침할 충분한 경험적 증거가 제시되었는지 여부에 관계없이 공동체에서 개념이나 아이디어가 반복적으로 주장되는 사회적 현상이다. 시간이 지남에 따라, 개념이나 아이디어는 많은 사람들의 마음에 대한 강한 믿음으로 강화되며, 지역 사회 구성원들은 이를 사실로 간주할 수 있다. 종종, 개념이나 아이디어는 대중 매체, 책, 또는 다른 의사소통 수단에서의 출판물에 의해 더욱 강화될 수 있다. "수백만 명의 사람들이 모두 틀릴 수는 없다"는 말은 공동적으로 강화된 생각을 의심의 여지없이 받아들이는 일반적인 경향을 나타내며, 이것은 종종 팩토이드의 광범위한 수용에 도움을 준다. 이 용어와 매우 유사한 용어는 약물 중독을 멈추기 위한 행동 수단인 지역사회 강화이다.

## 중독치료 면에서
지역사회 강화 접근법(CRA)은 음주에 대한 양성 강화를 제거하고 알코올 중독에 대한 양성 강화를 강화함으로써 금주를 달성하는 것을 목표로 하는 행동주의 알코올 중독 치료 접근법이다. CRA는 고객의 금주 동기 부여, 음주 개시 지원, 고객의 음주 패턴 분석, 긍정적 강화 증대, 새로운 대처 행동 학습, 회복 과정 참여 등 여러 치료 구성 요소를 통합하고 있다. 이러한 구성 요소는 최적의 치료 결과를 얻기 위한 개별 고객의 요구에 맞춰 조정할 수 있다. 또한 치료 결과는 치료사 스타일과 초기 치료 강도와 같은 요인에 의해 영향을 받을 수 있다. 몇몇 연구는 금욕 달성에 있어 CRA의 효과에 대한 증거를 제공했다. 또한 CRA는 가족 치료 및 동기부여 인터뷰와 같은 다양한 다른 치료 접근법과 성공적으로 통합되었고 다른 약물 남용의 치료에서 테스트되었다. 지역사회 강화 및 가족 교육(CRAFT)은 알코올 중독자(CSO)가 알코올 중독자의 치료를 돕는 데 도움을 주는 것을 목표로 하는 CRA의 적응형이다.

## 다른 적용에서
Chris E. Stout의 책 <The Psychology of Terrorism: Theoretical Understandings and Perspective>에서 스타우트는 테러범들의 정신이상 상태에서 공동체 강화가 어떻게 존재하는지를 이론적인 이해와 시각으로 설명한다. "개인은 덜 책임지고, 검증받고, 용기 있고, 성스러우며, 열심이고, 개인으로서 드러나는 느낌을 받을 것입니다." 테러 조직의 집단 사고방식은 공동의 강화를 통해 조직의 사명을 공고히 한다고 여겨진다. 회원들은 동료 테러리스트들로부터 지원을 받는다면 더 헌신적으로 남아서 테러를 계속 할 가능성이 높다. 한 개인이 공포에 질려 임무를 포기할 수도 있지만, 동료들의 증원으로 인해 그 구성원은 계속 관여할 가능성이 더 높다.